# Mishui
Mishui (kinesiska: 密水街道, 密水) är en socken i Kina. Den ligger i provinsen Shandong, i den östra delen av landet, omkring 240 kilometer öster om provinshuvudstaden Jinan. Antalet invånare är 161 306. Befolkningen består av 80 852 kvinnor och 80 454 män. Barn under 15 år utgör 16,0 %, vuxna 15-64 år 75 %, och äldre över 65 år 8,0 %.
Genomsnittlig årsnederbörd är 757 millimeter. Den regnigaste månaden är juli, med i genomsnitt 239 mm nederbörd, och den torraste är januari, med 11 mm nederbörd.